# Blut eines Bullen
Blut eines Bullen (Originaltitel: Sangue di sbirro) ist ein 1976 entstandener Kriminalfilm aus italienischer Produktion. Regisseur Alfonso Brescia inszenierte George Eastman und Jack Palance in den Hauptrollen. Der Film wurde im deutschen Sprachraum 1982 auf Video erstaufgeführt.

## Handlung
Joe Caputo, ein kompromissloser New Yorker Polizist, wurde ermordet. In der Öffentlichkeit gilt es als sicher, dass es sich dabei um eine Aktion des örtlichen Mafiachefs Malloy gehandelt habe. Dan Caputo, der Sohn des Opfers, kommt in die Stadt, um die Hintergründe des Todes aufzudecken. Ein erster Mordanschlag auf ihn scheitert bereits bei der Ankunft am Flughafen, kostet aber viele Unschuldige das Leben. Die Polizisten Leutnant Sharp und Captain Jeffrey stehen Caputo mit Misstrauen gegenüber, glauben sie doch an einen Unfall. Sie warnen vor weiteren Nachforschungen ebenso wie seine langjährige Freundin Susan. Dan hört jedoch nicht auf sie, muss sich vor vielen Häschern verstecken und sich etlicher Gegner aktiv erwehren. Schließlich findet er einen Unterstützer im Kleinganoven Duke; nun finden beide heraus, dass Jeffrey Caputos Vater im Auftrag Malloys getötet hat. Daniel gelingt es, die gesamte Bande zu vernichten und die Beweise für das Gefundene an Sharp zu schicken. Malloys Stelle wird von Duke eingenommen.

## Kritik
„Auch dieses Werk Brescias verlangt vom Zuschauer wieder viel Verständnis für seinen „besonderen“ Inszenierungsstil“, schreibt Michael Cholewa und fährt fort: „zwischen unzähligen schlecht ausgeleuchteten Studioaufnahmen (…) sieht man Eastman (…) tatsächlich in der unpersönlichen Kulisse Philadelphias.“ „Überharter Krimi, der das Töten als Alltäglichkeit darstellt; simpel und langweilig.“, fand das Lexikon des internationalen Films. „Die Bemühung ist deutlich zu erkennen, Aufmerksamkeit mittels herkömmlicher Schießereien, Kämpfen und ruppigen Besuchen in verrufenen Gegenden zu wecken; und der Regisseur inszeniert das mit von ihm gewohnter Beiläufigkeit.“, so „Vice“ in „Il Domano“.

## Bemerkungen
Produktionsgesellschaft war die „Hilda Film“.